# Риджленд (Південна Кароліна)
Риджленд (англ. Ridgeland) — місто (англ. town) в США, в округах Джеспер і Бофорт штату Південна Кароліна. Населення — 3758 осіб (2020).

## Географія
Риджленд розташований за координатами 32°28′7″ пн. ш. 80°55′32″ зх. д. / 32.46861° пн. ш. 80.92556° зх. д. (32.468544, -80.925446).  За даними Бюро перепису населення США в 2010 році місто мало площу 115,81 км², з яких 115,13 км² — суходіл та 0,68 км² — водойми. В 2017 році площа становила 126,42 км², з яких 125,21 км² — суходіл та 1,21 км² — водойми.

## Демографія
Згідно з переписом 2010 року, у місті мешкало 4036 осіб у 919 домогосподарствах у складі 612 родин. Густота населення становила 35 осіб/км².  Було 1124 помешкання (10/км²).
Расовий склад населення:
| - 51,2 % — чорних або афроамериканців - 39,7 % — білих - 1,2 % — корінних американців - 0,5 % — азіатів - 0,1 % — вихідців з тихоокеанських островів - 6,3 % — осіб інших рас |

До двох чи більше рас належало 1,0 %. Частка іспаномовних становила 15,1 % від усіх жителів.
За віковим діапазоном населення розподілялося таким чином: 19,5 % — особи молодші 18 років, 72,0 % — особи у віці 18—64 років, 8,5 % — особи у віці 65 років та старші. Медіана віку мешканця становила 31,6 року. На 100 осіб жіночої статі у місті припадало 179,1 чоловіків;  на 100 жінок у віці від 18 років та старших — 214,8 чоловіків також старших 18 років.
Середній дохід на одне домашнє господарство  становив 40 351 долар США (медіана — 35 405), а середній дохід на одну сім'ю — 47 164 долари (медіана — 38 262). Медіана доходів становила 37 938 доларів для чоловіків та 31 767 доларів для жінок. За межею бідності перебувало 22,8 % осіб, у тому числі 25,5 % дітей у віці до 18 років та 29,8 % осіб у віці 65 років та старших.
Цивільне працевлаштоване населення становило 1710 осіб. Основні галузі зайнятості: освіта, охорона здоров'я та соціальна допомога — 18,8 %, будівництво — 14,3 %, роздрібна торгівля — 12,8 %.